# (1967) Menzel
(1967) Menzel es el asteroide n.º 1967 de la serie (A905 VC), descubierto el 1 de noviembre de 1905 desde Heidelberg por Maximilian Franz Josef Cornelius Wolf (1863-1932). Fue nombrado en honor de Donald Howard Menzel (1901-1976), director del Haward College Observatory.